# 김성태 (1982년)
김성태(金成泰, 1982년 1월 3일 ~ )는 전 KBO 리그 넥센 히어로즈의 투수이다.

## 선수 시절

### 현대 유니콘스시절
2000년에 입단하였다.

### 넥센 히어로즈시절
현대 유니콘스 해체 후 2008년에 인계됐다.

## 야구선수 은퇴 후
휘문고등학교 야구부의 투수코치로 활동했다.